# 27381 Balasingam
27381 Balasingam este un asteroid din centura principală de asteroizi.

## Descriere
27381 Balasingam este un asteroid din centura principală de asteroizi. A fost descoperit pe 10 martie 2000 la Socorro, New Mexico, în cadrul proiectului LINEAR. Asteroidul prezintă o orbită caracterizată de o semiaxă mare de 2,54 ua, o excentricitate de 0,03 și o înclinație de 4,2° în raport cu ecliptica.